# Långsjön, Tuna distrikt
Långsjön är en småort i Tuna socken i Sundsvalls kommun, Västernorrlands län. Orten ligger på sjön Långsjöns västsida. För att ta sig till orten kan man åka in på Långsjövägen från Europaväg 14 och länsväg 568 (Runsviksvägen).
Bebyggelsen består till stor del av sommarhus.

## Personer med anknytning till orten
Travkusken Robert Berg har sin gård med stall och bana i Långsjön.